# Federico Nitti
Federico Nitti (Ischia, 20 settembre 1905 – Roma, 2 marzo 1947) è stato un medico, farmacologo e antifascista italiano naturalizzato francese.

## Biografia
Figlio dell'eminente statista antifascista ed ex Presidente del Consiglio dei ministri Francesco Saverio Nitti, e di Antonia Persico, donna molto colta, figlia a sua volta del giurista Federico Persico. Iniziò gli studi in medicina all'Università di Napoli, fu costretto a seguire in esilio la propria famiglia a causa delle violenze fasciste (la loro abitazione, per esempio, era stata devastata). Si recò dapprima a Zurigo e poi a Parigi dove riprese gli studi e si laureò in medicina nel 1926. Da giovane medico assistette Giovanni Amendola nella sua agonia.
Nel 1933 cominciò a lavorare da volontario nel laboratorio di microbiologia dell'Istituto Pasteur, diretto dall'italiano Alessandro Salimbeni, dove si dedicò allo studio degli streptococchi. Nel 1935 conseguì con lode il dottorato con la tesi La vaccinothérapie dans l'asthme bronchique (La vaccinoterapia nell'asma bronchiale). Poco dopo, ottenuta una borsa biennale all'Istituto Pasteur, entrò nel Laboratoire de chimie thérapeutique diretto da Ernest Fourneau; iniziò allora la collaborazione con Daniel Bovet (il futuro Premio Nobel, che nel 1939 diverrà cognato di Federico per aver sposato la sorella Filomena) e Jacques Tréfouël (più tardi direttore dell'Istituto Pasteur) nello studio dei Sulfamidici, di cui svelarono l'azione antibatterica. Venne dimostrato che l'azione antibatterica del Prontosil rosso era in realtà dovuta alla molecola del colorante para amino benzensulfonamide (o sulfamide): da qui lo sviluppo dei sulfamidici, primi efficaci agenti anti-infettivi. Nel 1938 sposò Giuliana Cianca, figlia dell'ex direttore del Mondo Alberto Cianca, esule anch’egli in Francia. Alla vigilia dello scoppio della Seconda guerra mondiale, nell'estate del 1939, ottenne la cittadinanza francese. Nel 1940 venne nominato direttore del laboratorio di batteriologia del Laboratorio di chimica terapeutica del Pasteur. Iniziò gli studi sulla penicillina e sul Mycobacterium tuberculosis. Nel frattempo collaborò attivamente con la Resistenza francese di cui organizzò la fornitura di farmaci; per tale attività, nel 1945 ottenne una medaglia al valore. Ottenne anche la Legion d'Onore per i suoi meriti scientifici.
Con la fine della guerra e la liberazione Federico Nitti decise di ritornare in Italia per lavorare con la sorella Filomena Nitti e il cognato Daniel Bovet al Laboratorio di Chimica terapeutica dell'Istituto Superiore di Sanità. Ma, poco prima di lasciare l'Istituto Pasteur per trasferirsi a Roma, si contagiò accidentalmente con una coltura di bacilli di Koch particolarmente virulenta: contrasse una forma fulminante di tubercolosi che in breve tempo, in assenza di valide terapie specifiche, lo portò a morte.

## Scritti
- J. e Th. Tréfouël, F. Nitti e D. Bovet. «Activité du p.aminophénylsulfamide sur l'infection streptococcique expérimentale de la souris et du lapin», C. R. Soc. Biol., 120, 23 novembre 1935, p. 756.
- E. Fourneau, J. e Th. Tréfouël, F. Nitti e D. Bovet. «Chimiothérapie de l'infection pneumococcique par la di-(p-acétylaminophényl)-sulfone (1399 F)», C. R. Séances Soc. Biol. Fil., 122, pp. 258–259, 1936
- E. Fourneau, J. e Th. Tréfouël, F. Nitti e D. Bovet. «Action du p-aminophénylsulfamide sur les moisissures», C. R. Séances Soc. Biol. Fil., 122, pp. 652–654, 1936
- E. Fourneau, J. e Th. Tréfouël, F. Nitti e D. Bovet. «Action antistreptococcique des dérivés sulfurés organiques», C. R. Acad. Sci., 204, pp. 1763–1766, 1937
- E. Fourneau, J. e Th. Tréfouël, F. Nitti e D. Bovet. «Chimiothérapie de l'infection pneumococcique par la di-(p-acétylaminophényl)-sulfone (1399 F)», C. R. Acad. Sci., 205, p. 299-300, 1937
- E. Fourneau, J. e Th. Tréfouël, F. Nitti e D. Bovet. «Rapport entre la constitution chimique et l'activité thérapeutique antimicrobienne des dérivés organiques du soufre: phénylsulfamide, diphénylsulfures, diphénylsulfone», Bull. Acad. Natl. Méd., 118, pp. 210–217, 1937
- E. Fourneau, J. e Th. Tréfouël, F. Nitti e D. Bovet. «A propos de l'action sur le sang des dérivés de l'aniline»,  Bull. Acad. Natl. Méd., 118, pp. 556–557, 1937
- E. Fourneau, J. e Th. Tréfouël, F. Nitti e D. Bovet. «Action antistreptococcique des p-aminophényl-alcoylsulfones et de quelques dérivés sulfurés voisins», C. R. Séances Soc. Biol. Fil., Vol. 127, pp. 393–397, 1938
- M. Palazzoli e F. Nitti. Traitement de la blennorragie par le sulfamide, une sulfone et leurs dérivés, Paris: Masson, 1939.